# RS-анализ
RS-анализ — совокупность статистических приёмов и методов анализа временных рядов (преимущественно финансовых), позволяющих определить некоторые важные их характеристики, такие как наличие непериодических циклов, памяти и т. п.

## Методология
Пусть имеется последовательность {\displaystyle S=(S_{t})_{t\geq 0}} котировок некоторой ценной бумаги (в общем случае — временной ряд). Образуем из данного ряда последовательность {\displaystyle h=(h_{t})_{t\geq 1}}, где {\displaystyle h_{t}=\ln \left({\frac {S_{t}}{S_{t-1}}}\right)} — логарифмическая доходность в момент времени {\displaystyle t}.
Для каждого натурального n составим величины {\displaystyle H_{n}=\sum _{k=1}^{n}h_{k}} и вычислим следующие числовые характеристики получившейся подпоследовательности.
Пусть {\displaystyle {\overline {h}}_{n}={\frac {H_{n}}{n}}} — среднее арифметическое элементов подпоследовательности {\displaystyle h=(h_{t})_{t=1}^{n}}
1. Размах накопленных сумм {\displaystyle R_{n}={\underset {k=1,...,n}{\max }}\left(\sum _{i=1}^{k}\left(h_{i}-{\overline {h}}_{n}\right)\right)-{\underset {k=1,...,n}{\min }}\left(\sum _{i=1}^{k}\left(h_{i}-{\overline {h}}_{n}\right)\right)};
2. Среднеквадратичное отклонение {\displaystyle S_{n}:S_{n}^{2}={\frac {1}{n}}\sum _{i=1}^{n}\left(h_{i}-{\overline {h}}_{n}\right)^{2}};
3. Нормированный размах накопленных сумм (англ. the adjusted range of cumulative sums) {\displaystyle RS_{n}={\frac {R_{n}}{S_{n}}}}

Вычисляя в соответствии с вышеприведённым алгоритмом значения {\displaystyle RS_{n}}, образуем из них и соответствующих значений количества элементов {\displaystyle n} последовательность точек на плоскости {\displaystyle \left(x_{n},y_{n}\right)\equiv \left(\ln n,\ln RS_{n}\right)_{n=1}^{N}}. Осталось применить метод наименьших квадратов (МНК) для определения углового коэффициента прямой, проходящей максимально близко к полученным точкам.
По известной МНК-формуле, полагая {\displaystyle c_{1}=\sum _{i=1}^{N}x^{2}\ ,\ c_{2}=\sum _{i=1}^{N}x\ ;\ g_{1}=\sum _{i=1}^{N}xy\ ;\ g_{2}=\sum _{i=1}^{N}y\ ,\ \ \ } находим коэффициент Хёрста
{\displaystyle \mathbb {H} ={\frac {Ng_{1}-c_{2}g_{2}}{Nc_{1}-c_{2}^{2}}}}

## Замечания
1. Знание коэффициента Хёрста {\displaystyle \mathbb {H} } временного ряда позволяет элементарно, в обход рутинной процедуры вычисления предела, получить такой нетривиальный показатель, как размерность Минковского временного ряда {\displaystyle d} по формуле {\displaystyle d=2-\mathbb {H} .}
2. Коэффициент Хёрста {\displaystyle \mathbb {H} >0.5} соответствует фрактальному броуновскому движению с положительной корреляцией (долгой памятью), {\displaystyle \mathbb {H} =0.5} — обычному белому гауссовскому шуму {\displaystyle {\mathcal {f}}\varepsilon _{t},t\geq 0:\varepsilon _{t}\sim iid\ N(\mu ,\sigma ){\mathcal {g}}}